# Walter Maass
Walter Gustav Julius Maass (auch Maaß; * 30. August 1901 in Kordeshagen; † unbekannt) war ein deutscher Politiker (NSDAP).

## Leben
Maass trat zum 2. November 1925 der NSDAP bei (Mitgliedsnummer 21.821). 1928 bis 1930 war er in der Freien Stadt Danzig stellvertretender Gauleiter der NSDAP. Seit 1930 war er Mitglied des Danziger Volkstages. 
Zum 15. Januar 1933 schloss er sich der SS an (SS-Nummer 46.058), in der er zum 1. Mai 1940 zum SS-Sturmbannführer befördert wurde. Zu dieser Zeit war er Abteilungsleiter im Amt „Werkschar und Schulung“ der DAF in Berlin.

## Veröffentlichungen (Auswahl)
- Der Danzig-polnische Briefkastenstreit bis zur Entscheidung des Völkerbundrates am 11. Juni 1925, 1929.
- Die Geschichte der deutschen Arbeiterbewegung, 1937.
- Der Sinn der nationalsozialistischen Revolution, 1938.
- Der Königsberger und Preußische Handel bis 1410 im Rahmen der allgemeinen Handelsbedingungen, 1939.